# Comando Supremo
Comando Supremo (z wł. Naczelne Dowództwo) – najwyższy szczebel dowodzenia włoskich sił zbrojnych w okresie od czerwca 1941 do maja 1945 roku. Jego poprzednik, Stato Maggiore Generale (Najwyższy Sztab Generalny), był organem czysto doradczym, bez bezpośredniej kontroli nad poszczególnymi rodzajami sił zbrojnych i z bardzo małą liczbą personelu. Utworzone z powodu wymogów chwili podczas II wojny światowej, Comando Supremo było dużą organizacją z kilkoma departamentami i operacyjnym dowództwem sił zbrojnych na aktywnych frontach. Pod koniec wojny zostało ponownie zredukowane do roli czysto doradczej.

## Tło
W momencie przystąpienia Włoch do II wojny światowej 10 czerwca 1940 roku włoskie siły zbrojne nie były zjednoczone pod jednym dowództwem, chociaż premier Benito Mussolini sprawował jednocześnie urząd ministra wojny, marynarki wojennej i lotnictwa. 11 czerwca 1940 roku król Wiktor Emanuel III mianował Mussoliniego „Najwyższym Dowódcą Sił Zbrojnych Działających na wszystkich Frontach”. Stato Maggiore Generale (Najwyższy Sztab Generalny), pomimo swojej wzniosłej nazwy, liczył tylko siedmiu pracowników i był organem doradczym Mussoliniego. Nie miał bezpośredniej komunikacji z ministerstwami i nie posiadał żadnej władzy nad sztabami armii, marynarki i sił powietrznych. Kierował nim Capo di Stato Maggiore Generale (Szef Najwyższego Sztabu Generalnego), którego zastępca szefa był w praktyce często konsultowany.

## Utworzenie i struktura

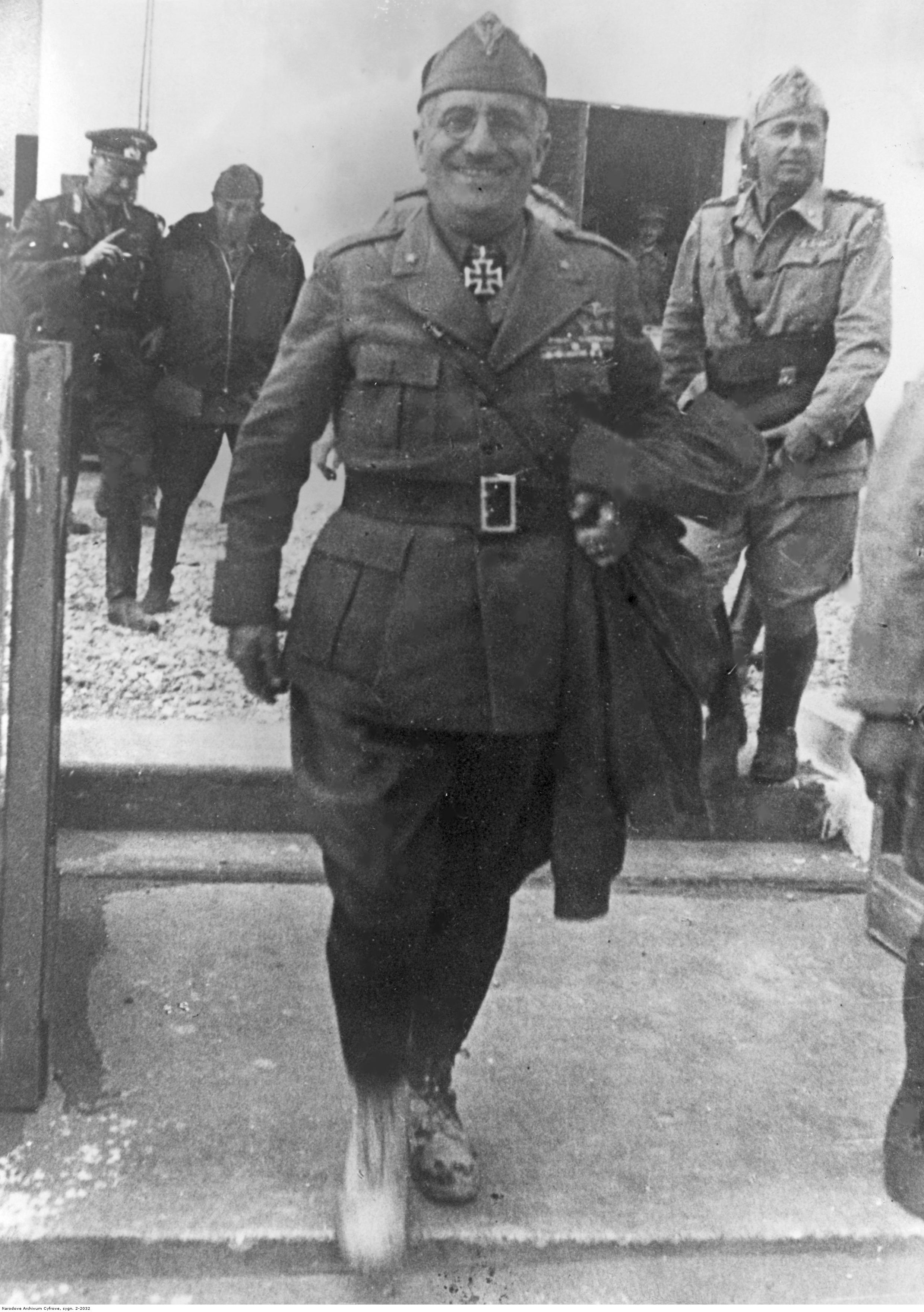
Ugo Cavallero, pierwszy szef Comando Supremo, w dużej mierze odpowiedzialny za jego organizację

Po katastrofalnym pierwszym etapie inwazji Włoch na Grecję szef sztabu, marsz. Pietro Badoglio, został odwołany 6 grudnia 1940 roku. Jego następca, Ugo Cavallero, przedstawił Mussoliniemu dwie propozycje całkowitej reorganizacji Stato Maggiore 15 i 19 maja 1941 roku. Zostały one wdrożone w czerwcu. Stato Maggiore Generale zostało przemianowane na Comando Supremo. Urząd zastępcy szefa sztabu został zniesiony, a Comando Supremo otrzymało kontrolę operacyjną nad siłami zbrojnymi, stając się łącznikiem pomiędzy nimi a Mussolinim. Comando Supremo uzyskało prawo do dowodzenia sztabami czterech rodzajów sił zbrojnych – armii, marynarki i sił powietrznych oraz Milizia Volontaria per la Sicurezza Nazionale (Ochotniczej Milicji Bezpieczeństwa Narodowego), która wcześniej była bezpośrednio podporządkowana Mussoliniemu jako Duce del Fascismo (Przywódcy Faszyzmu). Każda formacja miała teraz sekcję operacyjną w Comando Supremo. Ponadto Comando Supremo sprawowało bezpośrednie dowództwo nad większością włoskich sił działających poza Włochami.
Nowe Comando Supremo było znacznie większe niż stare Stato Maggiore Generale. Szef sztabu był obsługiwany przez sekretarza i generale addetto (generała pomocniczego) i przewodniczył trzem departamentom oraz trzem biurom koordynacyjnym. Pierwszy Departament obejmował biura operacji, organizacji i szkolenia, ordre de bataille oraz prasy i propagandy. Drugi Departament obejmował biura służb, olejów opałowych i transportu oraz potencjału wojennego. Trzeci Departament obejmował biura personelu, spraw ogólnych (statystyki, prawo wojskowe i jeńcy wojenni), kody łączności i kwaterę główną. Obejmował również sekretariat sztabów generalnych. Trzy biura koordynujące, które nie były częścią departamentów, to: Servizio Informazioni Militare (Służba Wywiadu Wojskowego) przejęta od ministerstwa wojny, Biuro Gospodarki Wojennej i Biuro Łączności. Comando Supremo nie kontrolowało natomiast badań nad rozwojem broni ani jej zamówień i produkcji, które to kwestie pozostawiono rodzajom sił zbrojnych.
Comando Supremo reprezentowało całkowitą transformację naczelnego dowództwa. Szef sztabu sił zbrojnych został zdegradowany od roli doradcy odpowiedzialnego wyłącznie za planowanie do bezpośredniego kontrolowania operacji na większości włoskich frontów. Mussolini zachował naczelne dowództwo nad siłami zbrojnymi, ale po czerwcu 1941 roku było ono sprawowane głównie przez Comando Supremo. Sztaby i ministerstwa rodzajów sił zbrojnych utraciły wiele ze swoich kompetencji. Zmianom tym sprzeciwiali się podsekretarze Mussoliniego ds. marynarki i lotnictwa, odpowiednio Arturo Riccardi i Francesco Pricolo.

## Ewolucja

### Okres faszystowski, 1941–1943
W listopadzie 1941 roku w Ministerstwie Wojny utworzono Servizio Informazioni Esercito (Służbę Wywiadu Armii), która miała zająć się wywiadem operacyjnym, pozostawiając Comando Supremo jedynie wywiad wyższego szczebla. W czerwcu 1943 roku ta pierwsza służba została przemianowana na Reparto Informazioni Esercito (Departament Informacji Armii) i zdegradowana do roli prowadzenia wywiadu operacyjnego, a Comando Supremo odzyskało swój szerszy zakres działania w tym obszarze.
Comando Supremo podążyło inną drogą niż jego niemiecki odpowiednik, Oberkommando der Wehrmacht (OKW). Podczas gdy niemiecki Führer Adolf Hitler sprawował coraz większą kontrolę nad swoimi siłami zbrojnymi w miarę upływu wojennych lat, ograniczając wpływ OKW na froncie wschodnim, tak porażki Włoch na początku wojny zmusiły Mussoliniego do coraz większego akceptowania rad Comando Supremo. Do 1 stycznia 1943 roku miało ono bezpośrednie dowództwo nad włoskimi siłami działającymi w Afryce, Albanii, Chorwacji, Dalmacji, Dodekanezie, Grecji, Czarnogórze, Słowenii i Związku Radzieckim.
Pod rządami Cavallero Comando Supremo utrzymywało dobre stosunki z Oberbefehlshaber Süd, dowództwem sił niemieckich stacjonujących we Włoszech. Niemiecki attaché wojskowy w Rzymie, Enno von Rintelen, został oddelegowany do Comando Supremo. Na początku 1943 roku uległa postawa Cavallero wobec Niemców stawała się coraz bardziej kompromitująca. Dlatego 1 lutego 1943 roku zastąpił go Vittorio Ambrosio. 11 marca Ambrosio przywrócił stanowisko zastępcy szefa sztabu i mianował na niego Francesco Rossiego. Mianował też Giuseppe Castellano swoim generale addetto. Chociaż powiedział Mussoliniemu na ich pierwszym spotkaniu, że zamierza odciążyć Comando Supremo, jego struktura pozostała w większości taka sama, jak za czasów Cavallero.
Podział dowodzenia pomiędzy Comando Supremo a sztabem generalnym armii przestał mieć funkcjonalną podstawę w 1943 roku wraz z zakończeniem aktywnego zaangażowania Włochów na froncie wschodnim, utratą Afryki i inwazją aliantów na Sycylię. Zgodnie z podziałem kompetencji, obrona terytorium Włoch przypadała armii. Ambrosio rzeczywiście mianował swojego kandydata, Mario Roattę, szefem sztabu generalnego armii, lecz mężczyźni pozostawali w konflikcie w sprawie postawy wobec Niemców. Ambrosio chciał ograniczyć liczebność sił niemieckich we Włoszech, podczas gdy Roatta chciał wezwania posiłków z Niemiec.

### Okres Badoglio, 1943

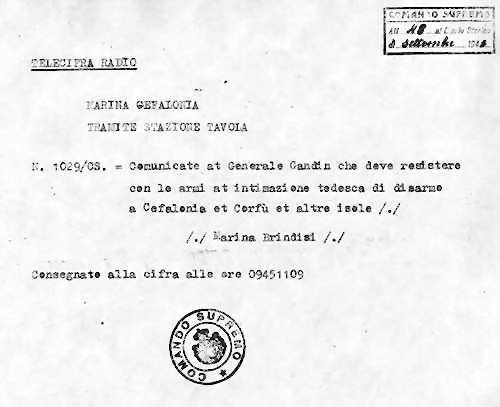
Rozkaz od Comando Supremo do 33 Dywizji Piechoty „Acqui” z 11 września 1943

Obalenie Mussoliniego 25 lipca 1943 roku zostało zaplanowane w Comando Supremo przez Castellano. Kiedy król Wiktor Emanuel zatwierdził plan 20 lipca, poinformował o tym Ambrosia, który podjął działania w celu aresztowania Mussoliniego i sprowadzenia większej liczby żołnierzy do Rzymu. Po mianowaniu Badoglio premierem, król odzyskał dowództwo nad siłami zbrojnymi, a Comando Supremo zostało mu bezpośrednio podporządkowane. Chociaż Roatta miał później opisać to jako powrót do normalności, w rzeczywistości sytuacja była zupełnie nowa, ponieważ nic takiego jak Comando Supremo nie istniało we Włoszech, zanim król przekazał swoje dowództwo Mussoliniemu. Sytuacja była również niezwykła, ponieważ Badoglio zrzekł się jakiejkolwiek władzy w sprawach wojskowych, pozostawiając sprawy sił zbrojnych niemal całkowicie w rękach Comando Supremo. Rezultatem było utworzenie rządu, w którym Ambrosio został de facto równym szefem politycznym rządu, obaj pod królem.
Po podpisaniu rozejmu z aliantami 3 września 1943 roku Comando Supremo nie podjęło żadnych wysiłków, aby powiadomić inne sztaby, ministerstwa lub kwatery główne podległe jego dowództwu przed oficjalnym opublikowaniem wiadomości 8 września. 9 września Comando Supremo wraz z królem i rządem opuściło Rzym i udało się do Brindisi.

### Okres aliancki, 1943–1945
Większość dokumentów Comando Supremo wpadła w ręce Włoskiej Republiki Socjalnej we wrześniu 1943 roku. W rezultacie wiele z nich zaginęło pod koniec wojny, w kwietniu 1945 roku. 18 listopada 1943 roku Ambrosio został zastąpiony przez Giovanniego Messe.
1 maja 1945 roku Messe został zastąpiony przez Claudio Trezzaniego. 31 maja, na wniosek ministra wojny Alessandro Casatiego, generał porucznik królestwa, książę Humbert, wydał dekret ustawodawczy redukujący uprawnienia szefa sztabu Comando Supremo do roli czysto doradczej. Sama instytucja została przemianowana na Stato Maggiore della Difesa (Sztab Generalny Obrony).